# Ло Цзялін
Ло Цзялін (кит.: 羅嘉翎, нар. 8 жовтня 2001) — тайванська тхеквондистка, бронзова призерка Олімпійських ігор 2020 року.

## Виступи на Олімпіадах
| Олімпіада  | Дисципліна | Місце |
| ---------- | ---------- | ----- |
| Токіо 2020 | до 57 кг   | 3     |

## Зовнішні посилання
- Ло Цзялін [Архівовано 25 липня 2021 у Wayback Machine.] на сайті taekwondodata.com.